# Mauro Bressan
Mauro Bressan, född 5 januari 1971, är en italiensk före detta fotbollsspelare.

## Karriär
Mauro Bressan var på toppen av sin karriär när han spelade för AC Fiorentina under åren 1999–2001. Trots att han inte spelade en enda match från start i Serie A startade han tre UEFA Champions League-matcher för det italienska laget.
Bressan blev känd efter en av dessa matcher, då han efter 14 minuter slog till med vad som anses vara ett av de snyggaste målen genom tiderna; en cykelspark från drygt 20 meter i 3-3-matchen mot FC Barcelona den 2 november 1999.
I ett ITV-program där de 50 snyggaste Champions League-målen visades kom Bressans mål på 2:a plats, efter Zinedine Zidanes segervolley mot Bayer Leverkusen i finalen 2002.